# Original Kočani Orkestar
The Original Kočani Orkestar (TOKO) ist ein 7-köpfiges Balkan-Brass-Orchester aus der türkischsprachigen Roma-Gemeinde in Kočani, Nordmazedonien. Seit ihrem Soundtrack für Emir Kusturicas Spielfilm Die Zeit der Zigeuner wurden sie europaweit bekannt und touren häufig in Mitteleuropa und von Italien bis Finnland.

## Stil
Der Stil dieses Roma-Blasorchesters wird in der eigenen Region als „Romska Orientalna Musika“ bezeichnet. Es ist eine sehr schnell gespielte, tanzbare Mixtur aus Balkan-Blechbläser-Sounds und türkisch-bulgarischen Rhythmen. Die für Mitteleuropäer ungewohnten ungeraden Taktarten, z. B. 11/8-Takte, sind ohne längere Übung kaum nachspielbar.
Im Unterschied zu der in Deutschland bekannten rumänischen „Fanfare Ciocărlia“ werden zusätzlich zu regionalen Folklore-Klängen aus Mazedonien, Bulgarien, Rumänien und der Türkei zuweilen Elemente südamerikanischer Popularmusik (Mambo, Samba) und Unterhaltungsmusik indischen, türkischen und chinesischen Ursprungs integriert.
Gesangseinlagen werden auf auswärtigen Konzert-Tourneen nur sparsam eingesetzt, da die Texte mangels Übersetzung unzugänglich bleiben. Es handelt sich meist um sehr traditionell ausgerichtete kleine Geschichten um Liebe, Eifersucht, Trauererlebnisse und Humor.

## Geschichte
Vom Großvater erlernte das Bandoberhaupt Naat Veliov von Kindheit an ein vielseitiges Repertoire, die Mitglieder der Formation sind überwiegend Verwandte und Nachbarn. Durch die musikalischen Begleitungen von Hochzeiten, Beerdigungen und Geburtstagen wuchsen die Musiker in die Tradition hinein und setzen sie fort.
Den internationalen Durchbruch fanden sie 1989 nach dem weltweiten Erfolg des Spielfilms Die Zeit der Zigeuner, an dessen Filmmusik Naat Veliov und sein Orkestar wesentlich beteiligt war.
1999 spaltete sich die damalige Gruppe, Naat Veliov musste zwei Positionen in seiner Combo neu besetzen und änderte den Namen in Original Kocani Orkestar. Die Gruppe um die beiden ehemaligen Mitglieder benutzt weiterhin den alten Namen Kocani Orkestar.
Im Zentrum der Combo steht der 1957 geborene virtuose Trompeter Naat Veliov, der sich mit seinem Sohn Orhan, dem Saxophonisten Elsan und dem Tubaisten Dalkran auf der Bühne beständig musikalische Dialoge liefert. Sein Vater Hikmet spielt Basstuba und ist ebenfalls festes Mitglied des Ensembles. Der Percussionist an der türkisch-balkanischen Darbouka, Ali Memedivski ist mit der Familie verschwägert. Schlagwerker Redzaim Juseinov spielt den Grundrhythmus mit einer vor dem Bauch getragenen Basstrommel während er rechter Hand die dumpferen Töne, linker Hand den Hauptrhythmus schlägt.

## Diskografie

### Studioalben
- 1986: Čočeci i ora (Jugoton)
- 1994: A Gypsy Brass Band (Long Distance)
- 1998: L’Orient Est Rouge (Cramworld)
- 1999: Gypsy Mambo (pläne)
- 2001: Band of Gypsies (Crammed Discs, zusammen mit Taraf de Haïdouks)
- 2001: Cigance (pläne)
- 2002: Alone at My Wedding (Cramworld)
- 2002: Gypsy Folies (pläne)
- 2002: Ulixes  (Materiali Sonori, zusammen mit dem Harmonia Ensemble)
- 2005: Kočani Orkestar Meets Paolo Fresu & Antonello Salis (Il Manifesto)
- 2008: The Ravished Bride (Crammed Disc)
- 2011: Romeo Scaccia Meets Kocani Orkestar – Jazzwerkstatt Peitz Live (Jazzwerkstatt)
- 2011: Band of Gypsies 2 (Crammed Discs, zusammen mit Taraf de Haïdouks)
- 2011: Romeo Scaccia Meets Kočani Orkestar (Morgenland)
- 2011: King Naat Veliov & The Original Kocani Orkestar - Live (Eigenveröffentlichung)
- 2012: Gipsy Night Rhapsody (Eigenveröffentlichung)

### Kompilationen
- 1999: King Neat Veliov & Kočani Orkestar (Biveco)
- 2005: Bucovina Club (Essay Recordings, Shantel)